# 杨国夫
杨国夫（1905年6月—1982年2月4日），原名杨国富。中国人民解放军中将，1955年获二级八一勋章、一级独立自由勋章、一级解放勋章。